# 트레저 헌터

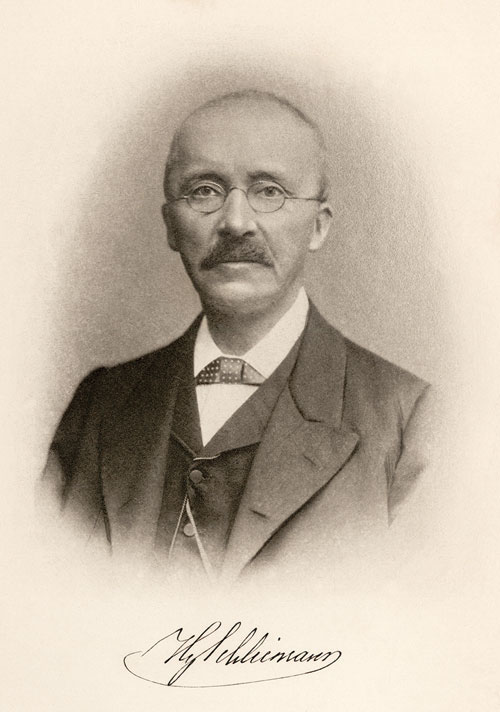
독일의 고고학자 하인리히 슐리만

트레저 헌터(영어: treasure hunter)는 보물을 찾아다니는 사람을 말한다. 바다 (난파선), 산 등의 모험 장소에 가서 숨겨진 보물을 찾는다. 찾는 보물은 황금, 보석, 유물 등이지만, 공적 인물의 시신 등도 포함될 수 있다.
트레저 헌팅은 점점 더 많은 국가들에 의해 비난 받고 있으며, 유네스코는 2001년 수중 문화 유산 보호를 위한 수중 문화 유산 보호 협약을 발표했다. 이 협약은 당사국이 수중 문화 유산의 보호를 개선하도록 돕는 법적 도구이다.

## 같이 보기
- 매장금
- 지오캐싱
- 도굴
- 금속 탐지기
- 난파선
- 보물찾기 (게임)